# Елізабет Кріст Трамп
Елізабет Кріст Трамп (англ. Elizabeth Christ Trump, до шлюбу Елізабет Кріст; 10 жовтня 1880, Кальштадт, Баварське королівство — 6 червня 1966, Мангассет, Нью-Йорк, США) — німецька підприємиця, матріарх родини Трампів (бабуся по батьківській лінії Дональда Трампа). Співзасновниця девелоперської компанії E. Trump & Son.

## Ранні роки
Народилася у Кальштадті, Баварське королівство, дочка Філіппа Кріста й Анни Марії Кріст (до шлюбу Антон). Її батько був нащадком Йоганна Кріста (1626—1688/9) з Флерсгайма, Гессен через свого батька та конструктора орга́нів Йоганна Міхаеля Гартунга (1708—1763) по лінії матері Сабіни.
Сім'я володіла невеликим виноградником, проте дохід від нього не задовольняв їхніх потреб. Батько працював мідником, ремонтуючи та поліруючи старий посуд, а також продаючи каструлі та сковорідки. Займався ремеслом, мешкаючи у будинку на Фрайнсхаймер Штрассе в Кальштадті, який знаходився якраз через дорогу від дому Катаріни Трамп, літньої вдови, яка жила зі своїми шістьма дітьми.

## Шлюб

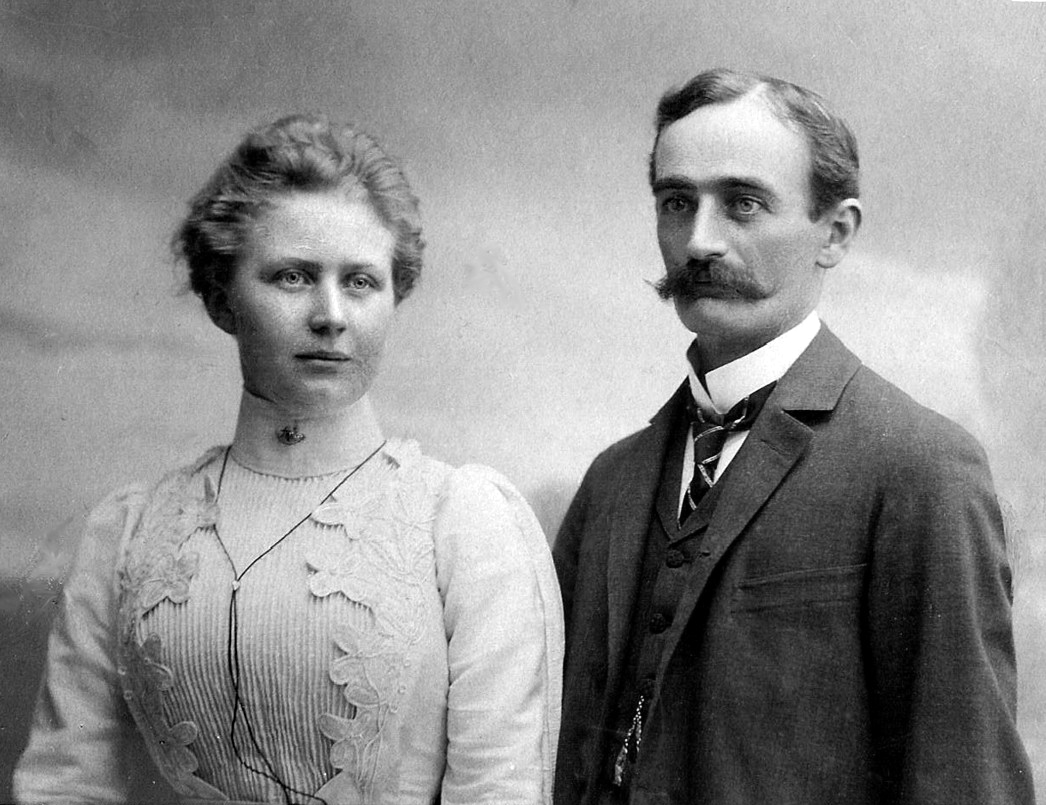
Елізабет Кріст Трамп і Фредерік Трамп, 1902 рік

1885 року 16-річний син Катаріни Трамп Фредерік емігрував до Америки і розбагатів на ресторанах і борделях під час Клондайкської золотої лихоманки. 1901 року він повернувся до Німеччини і почав стосунки з Елізабет, попри заперечення своєї матері, яка вважала, що її успішний син має знайти наречену з багатшої та вишуканішої родини.
21-річна Елізабет одружилася з 33-річним Фредеріком Трампом 26 серпня 1902 року. Вони переїхали до Нью-Йорка й оселилися в квартирі в німецькому кварталі Моррісанія в Бронксі. Елізабет займалася домогосподарством, а чоловік працював менеджером ресторану та готелю. 30 квітня 1904 року вона народила доньку Елізабет.
Попри те, що сім'я жила в німецькому районі, Елізабет сумувала за домом. 1904 року вони повернулися до Кальштадта, продавши свої активи в Америці. Оскільки влада Баварії підозрювала, що Фредерік покинув Німеччину задля уникнення строкової служби в імперській армії, він не міг залишитися в Німеччині, тому 1905 року сім'я повернулася до США.
Елізабет народила сина Фреда. У той час сім'я мешкала на 177-й вулиці в Бронксі. Після народження третьої дитини, Джона, сім'я переїхала в Квінз, де чоловік почав займатися справами у сфері нерухомості. 1918 року він помер від грипу під час пандемії 1918 року, залишивши маєток вартістю 31 359 доларів (приблизно $421,811 у 2023 році) та бізнес на Елізабет.
Елізабет Трамп вважається матріархом родини Трампів. Вона залишалася близькою зі своїм сином Фредом все життя.

## E. Trump & Son
Після смерті чоловіка Елізабет Трамп продовжила розпочатий ним бізнес з нерухомістю. Вона наймала підрядників для будівництва будинків на пустирях. Потім їх продавала та жила завдяки іпотечним платежам. Вона мріяла, щоб її троє дітей продовжили сімейний бізнес. Спочатку діяла під власним ім'ям E. Trump. 1924 року перейшла на E. Trump & Son, потім на Sons, а коли зрозуміла, що лише Фред зацікавлений, то повернулася до E. Trump & Son. Фред розповідав, що завжди мріяв бути будівельником. Свій перший будинок побудував 1924 року, невдовзі після закінчення школи. Бізнес був оформлений на ім'я Елізабет, оскільки син ще був неповнолітнім. Існує думка, що Фред насправді починав не так швидко, а Елізабет Трамп була залучена більше, ніж заведено вважати. Компанію E. Trump & Son офіційно зареєстрували 1927 року, що свідчить про тісне залучення Елізабет у цей бізнес.
Елізабет Трамп залишалася залученою у сімейний бізнес протягом всього життя. Навіть у 70 років вона збирала монети в пральнях, якими були обладнані будівлі. Збором монет із пралень займалися й інші члени родини Трамп: невістка Мері Трамп, дружина Фреда, «їздила на Rolls-Royce туди-сюди між власністю свого чоловіка, збираючи монети з пральних машин». Під час своєї президентської кампанії 2016 року онук Елізабет, Дональд Трамп, сказав під час виступу на Стейтен-Айленді, що провів «десь п'ять» дитячих років, збираючи монети з пральних машин свого батька.